# 바젤 대학교

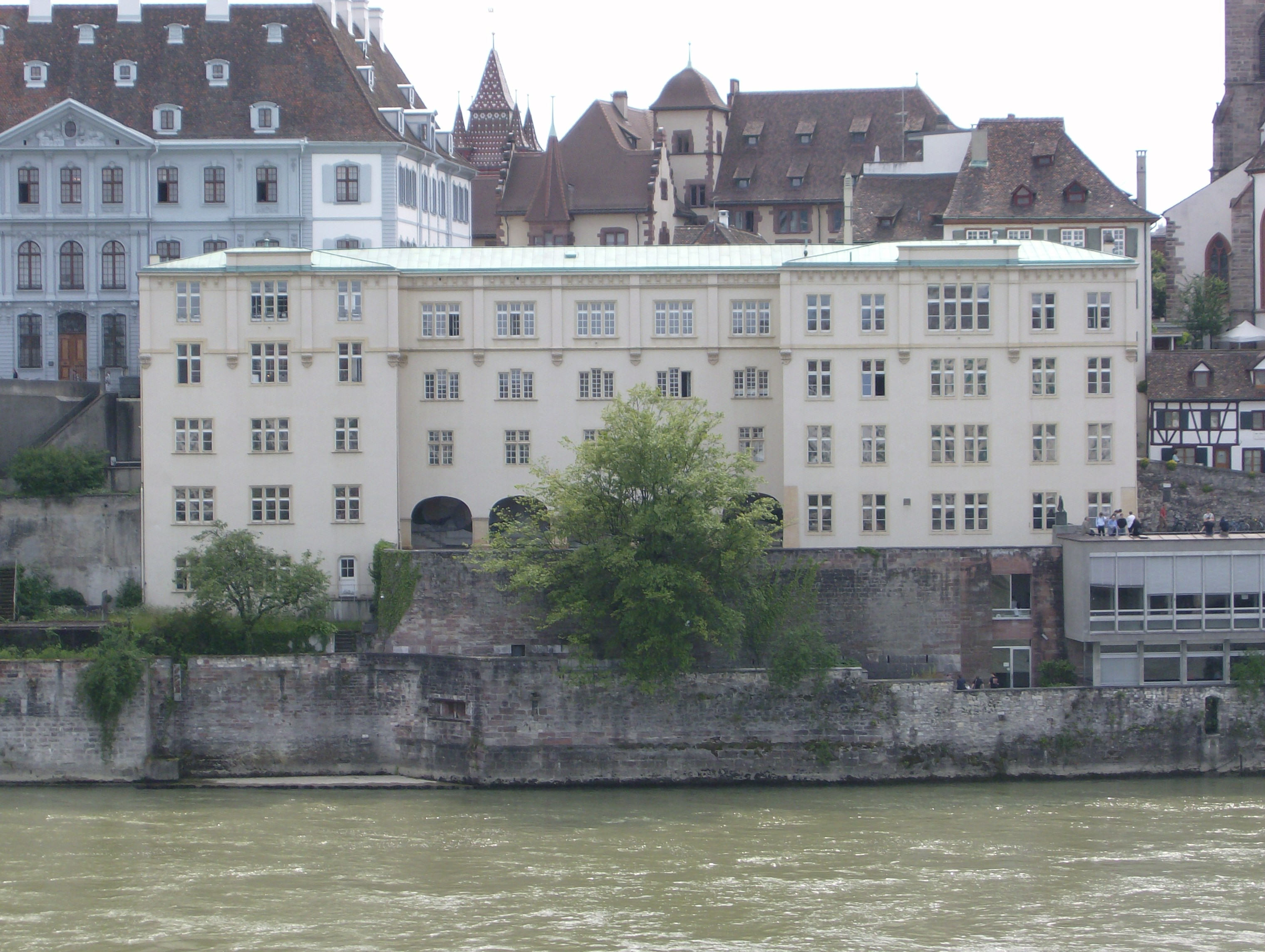
바젤 대학교의 옛 건물

바젤 대학교(독일어: Universität Basel)는 스위스 바젤슈타트주 바젤에 있는 공립 대학교로 1459년에 설립되었고, 스위스에서 가장 오래된 대학교이다. 바젤 대학교를 다녔거나 관련된 인물들은 에라스무스, 파라셀수스, 다니엘 베르누이, 야코프 부르크하르트, 레온하르트 오일러, 프리드리히 니체, 오이겐 후버(Eugen Huber), 카를 융, 카를 바르트 등이 있다.
한국의 동문으로는 박종화, 오영석, 박승민, 정미현, 이은선, 임희국 박사, 김원배 박사, 정권모 박사, 정성훈 박사가 있다.